# Helmut Coing
Helmut Coing (n. 28 februarie 1912, Celle, Regatul Prusiei, Imperiul German – d. 15 august 2000, Kronberg im Taunus, Hessa, Germania) a fost un istoric preocupat de istoria dreptului⁠(d) european, în special în Evul Mediu. 

## Viața și cariera
Helmut Coing provenea dintr-o familie de funcționari publici. După ce a absolvit Ratsgymnasium din Hanovra, a studiat dreptul la universitățile din Kiel, München, Göttingen și Lille.   S-a mutat apoi la Universitatea din Frankfurt pe Main, unde s-a abilitat în 1938 cu Erich Genzmer. În august 1939, ofițerul de rezervă Coing a fost recrutat în Wehrmacht-ul german. În 1941, Coing a devenit profesor de drept civil și roman la Universitatea din Frankfurt pe Main. A rămas neafectat în timpul perioadei național-socialiste și după întoarcerea sa din captivitate în 1948 a fost numit profesor de drept civil și roman la Universitatea reînființată din Frankfurt pe Main. 
În calitate de rector al Universității din Frankfurt pe Main pentru anii academici 1955/56 și 1956/57, Coing și-a asumat pentru prima dată sarcini organizatorice și operaționale în comunitatea științifică și a devenit președinte al Conferinței Rectorilor din Germania de Vest în 1956–1957 și după înlocuirea sa ca rector al universității, președinte al Consiliului Științei. În 1964, Coing a fost directorul fondator al Institutului Max Planck pentru Istoria Juridică Europeană și a rămas directorul acestuia până la pensionare, în februarie 1980. În 1968 a fost ales membru corespondent al Academiei de Științe din Göttingen și al Academiei de Științe din Bavaria.

## Premii și moștenire
În 1958, administrația orașului Frankfurt am Main i-a oferit lui Coing Placa Goethe, iar în 1966 a fost numit ofițer al Legiunii de Onoare din Franța. În 1973, a devenit membru al Ordinului Pour le Mérite pentru Știință și Arte, iar un an mai târziu i-a fost conferită Marea Cruce de Merit cu Steaua a Republicii Federale Germania. De-a lungul timpului, a primit titluri de doctor honoris causa din partea mai multor universități prestigioase, printre care Lyon și Montpellier (1959), Viena (1965), Aberdeen (1968), Bruxelles (1975) și Uppsala (1977).